# Karl Heinz Beckurts-Stiftung
Die  Karl Heinz Beckurts-Stiftung wurde 1987 im Andenken an den von RAF-Terroristen ermordeten Physiker und Siemens-Vorstand Karl Heinz Beckurts gegründet. Träger sind die Helmholtz-Gemeinschaft Deutscher Forschungszentren und die Siemens AG. Das Stiftungskapital beträgt 1,5 Millionen Euro.

## Karl Heinz Beckurts-Preis
Im Sinne Beckurts’, der sich für eine Zusammenarbeit zwischen Wissenschaft und Wirtschaft einsetzte, vergibt die Stiftung alle zwei Jahre – bis 2017 alljährlich – den mit je maximal 30.000 Euro dotierten Karl Heinz Beckurts-Preis an bis zu drei Wissenschaftler, die Impulse für industrielle Innovationen geliefert haben.

### Preisträger
- 1989: Horst Albach (Koblenz), José Luís Encarnação (Darmstadt), Albrecht Fleckenstein und Gisa Fleckenstein-Grün (Freiburg im Breisgau)
- 1990: Gerd Herziger (Köln), Karl-Heinz Hoffmann (München) und Martin Grötschel (Berlin), Dieter Oesterhelt (München)
- 1991: Hans-Herbert Brintzinger (Konstanz) und Walter Kaminsky (Hamburg), Hans-Georg Musmann (Hannover), Dietmar Temmler (Frankfurt (Oder))
- 1992: Peter H. Seeburg (Heidelberg), Dieter Seitzer (Erlangen), Sigmar Wittig (Karlsruhe)
- 1993: Klaus Brockhoff (Kiel), Jens Frahm (Göttingen), Herbert Gajewski (Berlin)
- 1994: Kurt Mehlhorn (Saarbrücken), Stefan Miltenyi (Bergisch Gladbach) und Andreas Radbruch (Köln), Frieder W. Scheller (Potsdam)
- 1995: Hermann Bujard (Heidelberg), Arnd Greiling und Wolfgang Stolz (Marburg/Lahn), Helmut Klausing (München)
- 1996: Timm Anke (Kaiserslautern) und Wolfgang Steglich (München), Gerhard Hirzinger (Oberpfaffenhofen), Wolfgang Schlegel (Heidelberg)
- 1997: Wilhelm Barthlott (Bonn), Karl Joachim Ebeling (Ulm), Brigitte Wittmann-Liebold und Christian Wurzel (Berlin und Teltow)
- 1998: Lutz Claes (Ulm), Christoph von der Malsburg und Werner von Seelen (Bochum), Jürgen Wolfrum (Heidelberg)
- 1999: Heinz-Otto Peitgen (Bremen), Roland Wiesendanger (Hamburg), Lothar Willmitzer (Golm)
- 2000: Günter Kappler (München), Andreas Plückthun (Zürich), Wolfgang Wahlster (Saarbrücken)
- 2001: Wolfgang Baumeister (München), Karsten Buse (Bonn)
- 2002: Christoph Bräuchle (München), Stefan Hell (Göttingen), Walter Krenkel (Stuttgart)
- 2003: Michael Karas (Frankfurt am Main) und Franz Hillenkamp (Münster), Thomas Lengauer (Saarbrücken), Wilma K. Weyrather, Michael Krämer und Michael Scholz (Darmstadt)
- 2004: Markus Amann (München) und Markus Ortsiefer (Garching), Gerhard Höfle und Hans Reichenbach (Braunschweig), Hans Lehrach
- 2005: Friedrich Kremer (Leipzig), Arne Skerra (München), Clemens Zierhofer (Innsbruck)
- 2006: Johannes Buchmann (Darmstadt), Harald Rose (Darmstadt), Knut Urban (Jülich), Maximilian Haider (Heidelberg)
- 2007: Thomas Tuschl (New York City), Axel Ullrich (Martinsried)
- 2008: Ahmad-Reza Sadeghi (Bochum), Thomas Scheibel (Bayreuth), Peter Seeberger (Potsdam)
- 2009: Franz Josef Gießibl (Regensburg), Eberhart Zrenner (Tübingen)
- 2010: Stephan Lutgen, Adrian Avramescu, Désirée Queren (Regensburg), Peter Hegemann (Berlin), Georg Nagel (Würzburg), Ernst Bamberg (Frankfurt am Main)
- 2011: Thomas Wiegand, Detlev Marpe, Heiko Schwarz (Berlin)
- 2012: Uwe Franke, Stefan Gehrig, Clemens Rabe (Sindelfingen)
- 2013: Markus Gross (Zürich)
- 2014: Andreas Marx (Konstanz)
- 2015: Oliver Ambacher (Freiburg i. Br.)
- 2016: Kai Johnsson (Lausanne)
- 2017: Christian Theobalt (Saarbrücken)
- 2019: Michael Backes (Saarbrücken)
- 2021: Vasilis Ntziachristos (München)
- 2023: Christof Paar (Bochum)[3]

## Lehrerpreis
Die Karl Heinz Beckurts-Stiftung vergibt auch den Lehrer-Preis der Helmholtz-Gemeinschaft „an Pädagogen, die sich um die Anregung ihrer Schüler zu eigenen wissenschaftlichen Arbeiten verdient gemacht haben“.